# Bordu
Bordu (kirgisisch Борду, russisch Бордунский Bordunski) ist eine Siedlung städtischen Typs im Oblus Tschüi (Kirgisistan) mit nur noch 25 Einwohnern (Stand 2022).
Die Ortschaft liegt an den Nordhängen des Kirgisischen Gebirges, 15 Kilometer südwestlich des nächsten Bahnhofs in Kemin an der Bahnstrecke Bischkek–Balyktschy. Zu Sowjetzeiten basierte die Wirtschaft auf chemischen und metallurgischen Werkstätten des kirgisischen Bergbau- und Metallurgiekombinats. Diese Werke wurden 1993 geschlossen, weshalb die einst über 4000 Einwohner zählende Siedlung heute nur noch von 25 Menschen bewohnt wird.

## Bevölkerung
| Jahr | Einwohner |
| ---- | --------- |
| 1959 | 4183      |
| 1970 | 1548      |
| 1979 | 1107      |
| 1989 | 1008      |
| 1999 | 231       |
| 2009 | 125       |
| 2022 | 25        |